# Edward Bransfield
Edward Bransfield (* 1785 in Ballinacurra, County Cork; † 31. Oktober 1852 in Brighton) war ein irisch-britischer Seefahrer und Forscher und vermutlich der erste Mensch, der die Landmassen Antarktikas gesehen hat.

## Leben

### Frühe Jahre
Bransfield wurde 1785 in Ballinacurra geboren, über seine Jugend ist nur sehr wenig bekannt. 1803 wurde er auf ein Schiff der Royal Navy durch ein Presskommando verschleppt, eine damals übliche Methode neue Seeleute anzuheuern.
Seine Seefahrerkarriere begann als einfacher Matrose auf dem Kriegsschiff Ville de Paris, danach errang er sehr rasch höhere Seemannsränge. So diente er ab 1805 als Vollmatrose und ab 1808 Midshipman auf dem Kriegsschiff Royal Sovereign. 1812 erreichte er den Rang des zweiten Offiziers und im gleichen Jahr wurde er Kommandant auf der Goldfinch. Wenige Jahre später war er Steuermann der Andromache unter dem Kommando von Captain William H. Shirreff (1785–1847). Während dieser Reise wurde er von der Royal Navy auf der Pazifikstation in Valparaíso in Chile stationiert. Chile hatte zu diesem Zeitpunkt gerade seine Unabhängigkeit von Spanien errungen, Valparaíso war entsprechend eine sehr unruhige Stadt.

### Die Entdeckung der Antarktis
Nachdem 1819 die Südlichen Shetlandinseln durch einen Zufall von William Smith mit der Williams entdeckt worden waren, schickte Kapitän Shirreff Bransfield zur Erkundung nach Süden. Er charterte zu diesem Zweck die Williams, und William Smith verblieb als Navigator an Bord.
Ende Dezember 1819 segelte er von Chile zu den Südlichen Shetlandinseln. Nachdem er die King-George-Insel für England in Besitz genommen hatte, erforschte er die südlichen Teile des antarktischen Meeres und stieß auf Tower Island und Ohlin Island. Am 30. Januar 1820 entdeckte die Expedition Deception Island und sichtete später am Tag eine Gebirgskette, die von Nordosten nach Südwesten verlief, wahrscheinlich die Trinity-Halbinsel, der nördlichste Teil der Antarktischen Halbinsel. Er notierte in sein Logbuch, dass er die lange gesuchte südliche Landmasse entdeckt hätte und beschrieb zwei schneebedeckte Berge. Einer dieser Berge wurde zu seinen Ehren Mount Bransfield genannt. Bransfield folgte der Packeisgrenze und entdeckte Elephant Island und Clarence Island, wo er an Land ging.
Es ist bis heute strittig, ob Bransfield und Smith den antarktischen Kontinent entdeckt haben. Wahrscheinlich gebührt diese Ehre Fabian von Bellingshausen, der bereits drei Tage zuvor die Prinzessin-Martha-Küste in der Ostantarktis von der Korvette Wostok aus gesichtet hatte.
Bransfield übergab sein Logbuch und seine privaten Aufzeichnungen sowie das Kartenmaterial an Shirreff, der sie nach Großbritannien weiter leitete. Die Karten sind bis heute im Besitz des Hydrographic Department in London, das Logbuch ging jedoch verloren. 1821 wurden Teile der Aufzeichnungen veröffentlicht.

### Späteres Leben
Bransfield verließ die Navy noch 1820 und übernahm in den folgenden Jahren das Kommando über verschiedene Handelsschiffe. Mit seiner Ehefrau Ann lebte er in Brighton und starb 1852.

## Ehrungen
Neben Mount Bransfield wird auch die Meeresstraße zwischen den Südlichen Shetlandinseln und der Trinity-Halbinsel nach Bransfield als Bransfieldstraße bezeichnet. Seinen Namen tragen auch die Bransfield-Insel und der Bransfield Trough.
Im Jahr 2000 wollte die britische Post eine Briefmarke mit seinem Porträt herausgeben, war jedoch nicht in der Lage, ein Bild des Mannes zu finden. Stattdessen ziert nun ein Bild der RRS Bransfield die Marke, eines Forschungsschiffs, das nach Bransfield benannt wurde.